# Epidendrum cuchibambae
Epidendrum cuchibambae är en orkidéart som beskrevs av Friedrich Carl Lehmann och Friedrich Fritz Wilhelm Ludwig Kraenzlin. Epidendrum cuchibambae ingår i släktet Epidendrum och familjen orkidéer.
Artens utbredningsområde är Ecuador. Inga underarter finns listade i Catalogue of Life.